# Dimorfodon
Dimorfodon (Dimorphodon) – pterozaur z rodziny dimorfodonów (Dimorphodontidae); jego nazwa znaczy „dwukształtny ząb” (gr. „di” – „dwa”, „morphe” – „kształt”, „odon” – „ząb”) – w szczękach tego gada tkwiły zęby dwóch wyraźnie różnych rodzajów.
Żył w okresie wczesnej jury (ok. 200-180 mln lat temu) na terenach obecnej Europy. Długość ciała ok. 0,9-1 m, rozpiętość skrzydeł ok. 1,2-1,5 m, masa ok. 1 kg. Jego szczątki znaleziono w Anglii (w hrabstwie Dorset).
Miał długi ogon i gruby, wysoki dziób z licznymi zębami. Jego głowa była stosunkowo duża (długość 20 cm) w stosunku do rozmiarów ciała. Żywił się prawdopodobnie rybami.
Gatunki dimorfodona:
- Dimorphodon macronyx (Buckland, 1829)[1]
- Dimorphodon weintraubi Clark i in., 1998[2]